# Siedlce (Oława)
Pour les articles homonymes, voir Siedlce (homonymie).
Siedlce est une localité polonaise de la gmina et du powiat d'Oława en voïvodie de Basse-Silésie.